# Clive Puzey
Clive Puzey (Bulawayo, 11 luglio 1941) è un ex pilota automobilistico zimbabwese.

## Carriera
Si iscrisse al Gran Premio del Sudafrica 1965 di Formula 1 con la sua Lotus privata, ma non riuscì a qualificarsi per la gara.
Continuò a correre nel Campionato sudafricano di Formula 1 fino al 1969, ottenendo il suo miglior piazzamento in classifica generale nel 1965 quando terminò in 5ª posizione.
Dopo il ritiro dalle corse decise di aprire un garage a Bulawayo, ma venne attaccato nel 2000 negli scontri nazionali in atto nel paese. A causa della sua opposizione al regime di Robert Mugabe si vide costretto a fuggire in Australia.

## Risultati in Formula 1
| 1965 | Scuderia       | Vettura  |     |  |  |  |  |  |  |  |  |  |  | Punti | Pos. |
| ---- | -------------- | -------- | --- |  |  |  |  |  |  |  |  |  |  | ----- | ---- |
| 1965 | Pilota privato | Lotus 18 | NPQ |  |  |  |  |  |  |  |  |  |  | 0     |      |

| Legenda | 1º posto     | 2º posto | 3º posto    | A punti         | Senza punti/Non class.  | Grassetto – Pole position Corsivo – Giro più veloce |
| Legenda | Squalificato | Ritirato | Non partito | Non qualificato | Solo prove/Terzo pilota | Grassetto – Pole position Corsivo – Giro più veloce |